# Europapokal der Landesmeister (Handball) 1980/81
Am Europapokal der Landesmeister 1980/81 nahmen 28 Handball-Vereinsmannschaften aus 27 Ländern teil. Diese qualifizierten sich in der vorangegangenen Saison in ihren Heimatländern für den Europapokal. Bei der 21. Austragung des Wettbewerbs konnte der SC Magdeburg zum zweiten Mal nach 1978 den Pokal gewinnen. Es war zudem der vierte und zugleich letzte Titel einer Mannschaft aus der Deutschen Demokratischen Republik.

## Vorrunde
|                           | Gesamt  |                        | Hinspiel | Rückspiel |
| ------------------------- | ------- | ---------------------- | -------- | --------- |
| BSV Bern                  | 46:33   | Sporting Lissabon      | 26:12    | 20:21     |
| Volani Rovereto           | [ V 1 ] | Stella Sports St. Maur | –:–      | –:–       |
| Vestmanna ÍF              | 64:45   | Brentwood '72 HC       | 30:23    | 34:22     |
| HB Dudelange              | 34:37   | Sporting Neerpelt      | 24:16    | 10:21     |
| VfL Gummersbach           | 42:29   | NCR Blau-Wit Neerbeek  | 25:13    | 17:16     |
| BK-46 Karis               | 30:62   | Aarhus KFUM            | 18:25    | 12:37     |
| Kristiansand IF           | 35:42   | LUGI HF                | 18:18    | 17:24     |
| Hutnik Kraków             | 48:52   | ZSKA Moskau            | 26:26    | 22:26     |
| Steaua Bukarest           | 62:27   | Maccabi Petach Tikwa   | 34:17    | 28:10     |
| SC Magdeburg              | 65:39   | ASKÖ Linz              | 35:18    | 30:21     |
| Bányász Tatabánya         | 90:44   | Beşiktaş Istanbul      | 49:16    | 41:28     |
| Kolinska Slovan Ljubljana | 48:36   | VIF G.Dimitrov Sofia   | 30:16    | 18:20     |

1. ↑  Stella Sports St. Maur kam kampflos weiter, da Volani Rovereto verzichtete.

ASVS Dukla Prag, Víkingur Reykjavík, FC Barcelona und Titelverteidiger TV Großwallstadt hatten ein Freilos und stiegen damit direkt in das Achtelfinale ein.

## Achtelfinale
|                        | Gesamt |                           | Hinspiel | Rückspiel |
| ---------------------- | ------ | ------------------------- | -------- | --------- |
| TV Großwallstadt       | 43:30  | BSV Bern                  | 22:09    | 21:21     |
| Sporting Neerpelt      | 30:49  | ASVS Dukla Prag           | 16:29    | 14:20     |
| LUGI HF                | 58:40  | Vestmanna ÍF              | 28:21    | 30:19     |
| Steaua Bukarest        | 39:40  | Kolinska Slovan Ljubljana | 20:18    | 19:22     |
| Stella Sports St. Maur | 39:53  | ZSKA Moskau               | 19:24    | 20:29     |
| Víkingur Reykjavík     | 43:43  | Bányász Tatabánya         | 21:20    | 22:23     |
| FC Barcelona           | 44:34  | Aarhus KFUM               | 26:16    | 18:18     |
| SC Magdeburg           | 35:28  | VfL Gummersbach           | 19:12    | 16:16     |

1. ↑  Víkingur Reykjavík qualifizierte sich aufgrund der Auswärtstorregel für die nächste Runde.

## Viertelfinale
|                    | Gesamt |                           | Hinspiel | Rückspiel |
| ------------------ | ------ | ------------------------- | -------- | --------- |
| ASVS Dukla Prag    | 37:42  | SC Magdeburg              | 17:19    | 20:23     |
| Víkingur Reykjavík | 33:34  | LUGI HF                   | 16:17    | 17:17     |
| ZSKA Moskau        | 45:35  | TV Großwallstadt          | 21:15    | 24:20     |
| FC Barcelona       | 38:52  | Kolinska Slovan Ljubljana | 20:21    | 18:31     |

## Halbfinale
|             | Gesamt |                           | Hinspiel | Rückspiel |
| ----------- | ------ | ------------------------- | -------- | --------- |
| LUGI HF     | 38:46  | SC Magdeburg              | 18:20    | 20:26     |
| ZSKA Moskau | 47:50  | Kolinska Slovan Ljubljana | 25:21    | 22:29     |

## Finale
Das Hinspiel fand am 19. April 1981 in der Kodeljevo Hall von Ljubljana und das Rückspiel am 26. April 1981 in der Magdeburger Hermann-Gieseler-Halle statt.
|                           | Gesamt |              | Hinspiel | Rückspiel |
| ------------------------- | ------ | ------------ | -------- | --------- |
| Kolinska Slovan Ljubljana | 43:52  | SC MAGDEBURG | 25:23    | 18:29     |

### Hinspiel
| Kolinska Slovan Ljubljana | Kolinska Slovan Ljubljana | SC Magdeburg | SC Magdeburg |
| Flagge nicht bekannt      | Sonntag, 19. April 1981 in Ljubljana (Kodeljevo Hall) Ergebnis: 25:23 (14:10) Schiedsrichter: T. Anthonsen, O. Bolstad ( Norwegen)                                                      | Sonntag, 19. April 1981 in Ljubljana (Kodeljevo Hall) Ergebnis: 25:23 (14:10) Schiedsrichter: T. Anthonsen, O. Bolstad ( Norwegen)                                                                |              |
| Flagge nicht bekannt      | Vlado Brglez, Mario Sirotič – Vili Ban, Miha Bojovič, Vlado Bojovič, Zoran Ravlić, Matjaž Tominec, Marjan Gorišek, Stojan Šumej, Franc Doblekar, Radivoje Krivokapić Trainer: Jože Šilc | Wieland Schmidt, Gunar Schimrock – Günter Dreibrodt, Ernst Gerlach , Udo Rothe, Manfred Hoppe, Ingolf Wiegert, Hartmut Krüger, Helmut Kurrat, Reiner Baumgart, Harry Jahns Trainer: Klaus Miesner |              |
| Flagge nicht bekannt      | Krivokapić (9) V. Bojovič (5) Šumej (4) M. Bojovič (2) Gorišek (2) Ban (1) Tominec (1) Doblekar (1)                                                                                     | Rothe (8) Wiegert (4) Dreibrodt (3) Hoppe (3) Krüger (3) Schmidt (1) Gerlach (1) |              |
| Flagge nicht bekannt      | 1 | 6 |              |

### Rückspiel
| SC Magdeburg | SC Magdeburg | Kolinska Slovan Ljubljana | Kolinska Slovan Ljubljana |
| | Sonntag, 26. April 1981 um 17:30 Uhr in Magdeburg (Hermann-Gieseler-Halle) Ergebnis: 29:18 (12:8) Zuschauer: 2.000 (ausverkauft) Schiedsrichter: G. Fülöp, P. Szendrey ( Ungarn)                    | Sonntag, 26. April 1981 um 17:30 Uhr in Magdeburg (Hermann-Gieseler-Halle) Ergebnis: 29:18 (12:8) Zuschauer: 2.000 (ausverkauft) Schiedsrichter: G. Fülöp, P. Szendrey ( Ungarn) | Flagge nicht bekannt      |
| Wieland Schmidt, Gunar Schimrock – Günter Dreibrodt, Ernst Gerlach , Udo Rothe, Manfred Hoppe, Ingolf Wiegert, Hartmut Krüger, Harry Jahns, Peter Pysall, Reiner Baumgart, Helmut Kurrat Trainer: Klaus Miesner | Vlado Brglez, Mario Sirotič – Vili Ban, Zoran Ravlić, Miha Bojovič, Vlado Bojovič, Franc Doblekar, Jani Longo, Matjaž Tominec, Radivoje Krivokapić, Stojan Šumej, Marjan Gorišek Trainer: Jože Šilc | | Flagge nicht bekannt      |
| Wiegert (11) Krüger (7/3) Dreibrodt (5) Rothe (4) Jahns (1) Kurrat (1) | Krivokapić (5/1) Ban (4/2) V. Bojovič (3) Tominec (3/3) Šumej (2) M. Bojovič (1) | | Flagge nicht bekannt      |
| 5 | 7 | | Flagge nicht bekannt      |